# 八浜合戦
八浜合戦（はちはまかっせん）は、天正10年2月21日（1582年3月5日）に備前国児島郡八浜村（岡山県玉野市八浜）で戦われた戦い。八浜崩れ（はちはまくずれ）とも呼ばれる。
当時、中国地方最大勢力の毛利氏と、織田氏中国方面軍司令である羽柴秀吉の傘下に入っていた宇喜多氏との間で行われた合戦である。

## 経緯

### 開戦前の地域情勢
天正9年（1581年）2月、当主であった宇喜多直家は53歳の時、岡山城にて病没。
天正10年（1582年）2月6日、毛利方で児島東端の小串に寄る高畠氏が宇喜多方に人質を出し、毛利氏より離反した。これによって毛利氏による備讃瀬戸の制海権が織田氏勢力によって脅かされることとなった。
この事態を受けて同年春、毛利氏は穂井田元清を総大将として常山城へ進軍し、児島郡を直接制圧しようと画策した。
毛利勢進出の報せは児島から岡山へ注進される。宇喜多氏は宇喜多春家・基家父子を大将とし、戸川秀安、岡家利等を率いて八浜城に布陣し、常山城に対抗して麦飯山に砦を築こうとした。しかし、築城を察知した毛利勢は、麦飯山を占拠して八浜城と対峙し、小競り合いを続けた。

### 大崎村の戦い
同年2月21日の早朝、宇喜多勢が麦飯山麓に馬草刈りのために数名の兵を繰出す。
これに対して、毛利勢は数人の兵を出し、馬草刈りをしていた宇喜多勢を追い払う。そこで宇喜多勢は更に数人が加勢、毛利勢も数名を繰出し応戦。
こうした両軍のやり取りで双方共に大勢となり、大崎村（玉野市八浜町大崎） 柳畑の浜辺で大合戦となった結果、大将の宇喜多基家が戦死した。
敗走した宇喜多勢は八浜七本槍の働きでかろうじて毛利勢をくい止めたが、以降は八浜城に籠城して、秀吉の救援を待つこととなったとされる。
一方の毛利勢も八浜では大きな勝利を得たものの、八浜で強い抵抗を受けたことで小串の高畠氏を討伐するに至らず、以後の備讃瀬戸の制海権に不安を抱えることとなった。

## 主に活躍した武将
八浜七本槍
能勢頼吉
国富貞次
宍甘太郎兵衛
馬場職家
岸本惣次郎
小森三郎右衛門
粟井正晴（三郎兵衛）